# Chevalement du puits no 1 bis de la fosse no 1 - 1 bis - 1 ter des mines de Liévin
Le chevalement du puits no 1 bis de la fosse no 1 - 1 bis - 1 ter des mines de Liévin est construit entre 1922 et 1923 sur ce charbonnage du bassin minier du Nord-Pas-de-Calais à Liévin. Il remplace celui qui a été détruit durant la Première Guerre mondiale.
Il est inscrit aux monuments historiques le 25 novembre 2009 et sur la liste du patrimoine mondial par l'Unesco le 30 juin 2012.

## Histoire

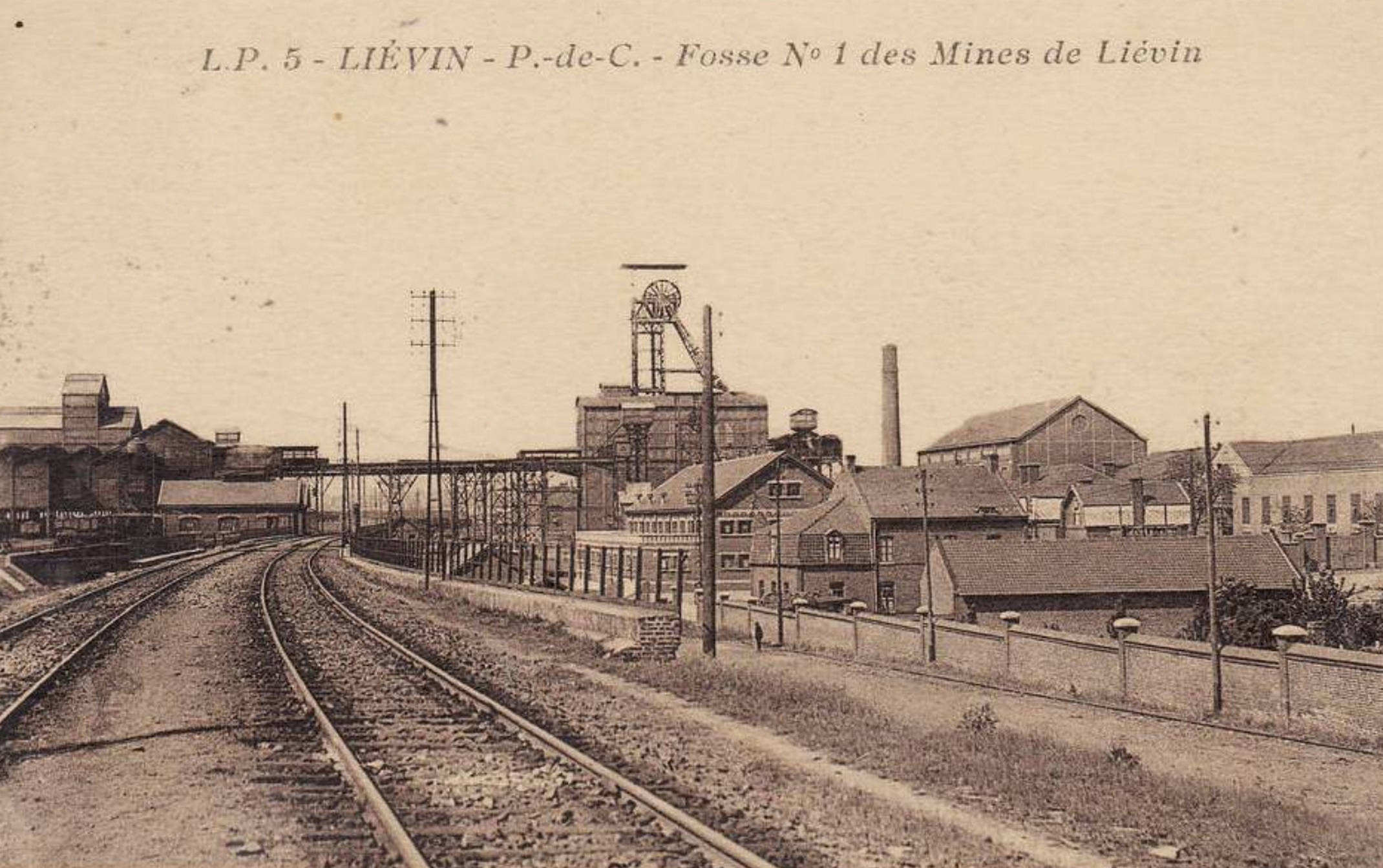
La fosse n° 1 - 1 bis - 1 ter en activité.

Le puits no 1 bis est creusé à partir de 1874 pour seconder le puits no 1 et permettre un meilleur aérage des chantiers. Les installations de surface sont complètement rasées par les combats de la Première Guerre mondiale, le puits no 1 bis reçoit alors un nouveau chevalement construit entre 1922 et 1923. La fosse cesse d'extraire en 1965,.

## Conservation
Le chevalement échappe à la démolition et il est inscrit aux monuments historiques le 25 novembre 2009. Il fait partie des 353 éléments répartis sur 109 sites qui ont été inscrits le 30 juin 2012 sur la liste patrimoine mondial de l'Unesco. Il constitue le site no 71.

## Architecture
Le chevalement est de type avant-carré porteur, il est constitué de poutrelles à treillis et possède un toit à quatre pans. Les molettes de six mètres de diamètre sont installées à 40,5 mètres de hauteur.

Différentes vues du chevalement du puits n° 1 bis
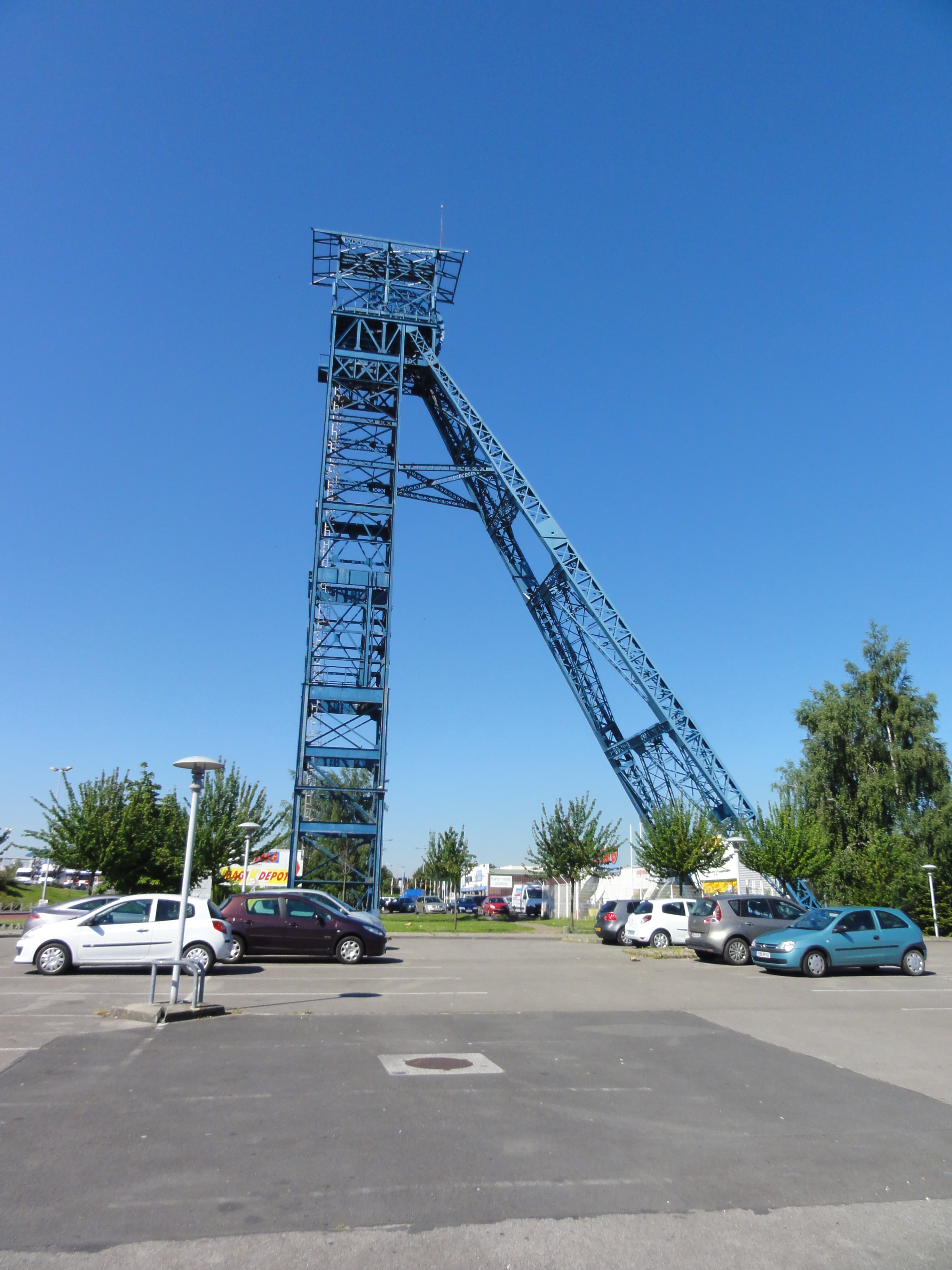
Depuis le puits no 1.
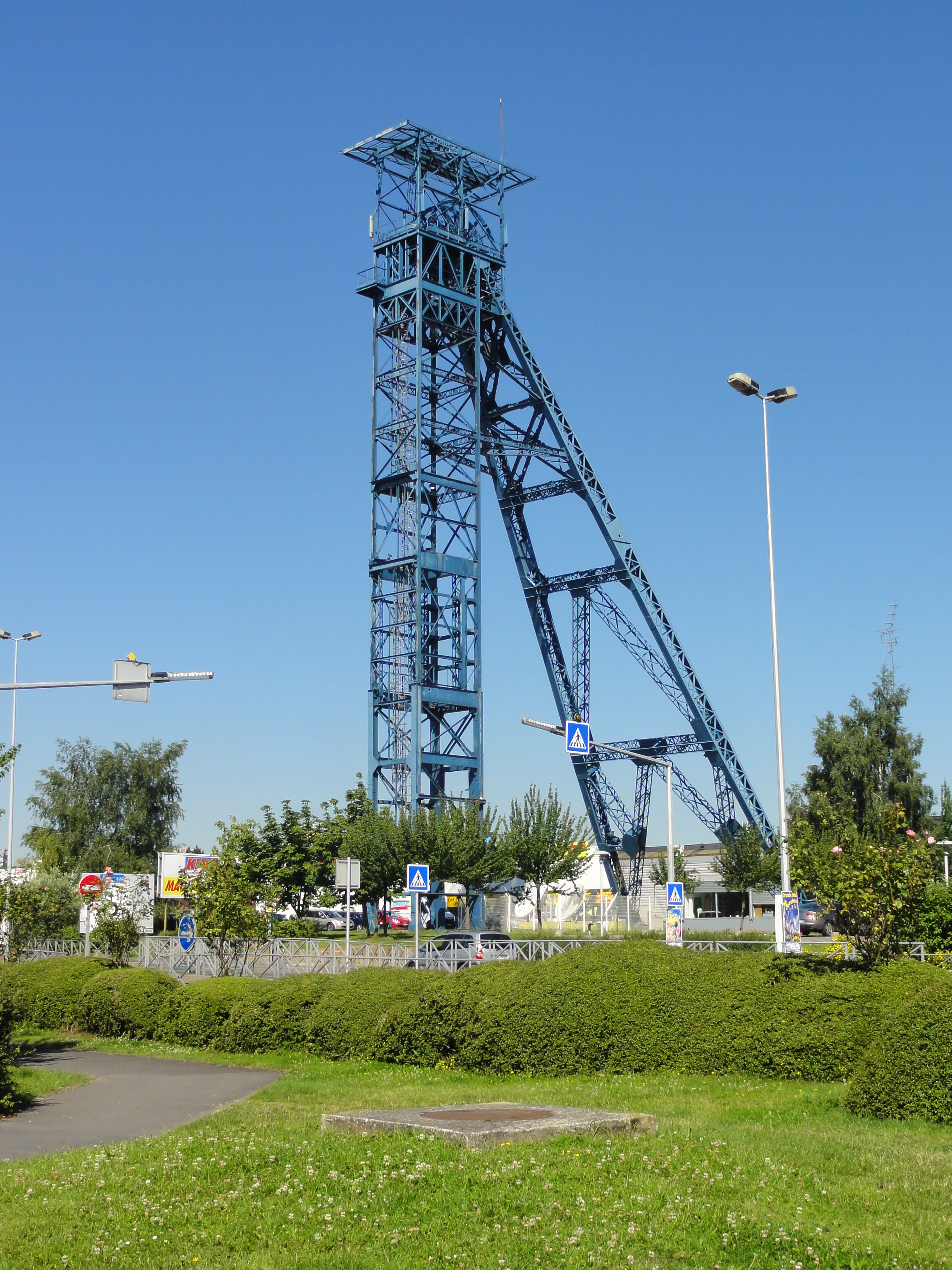
Depuis le puits no 1 ter.
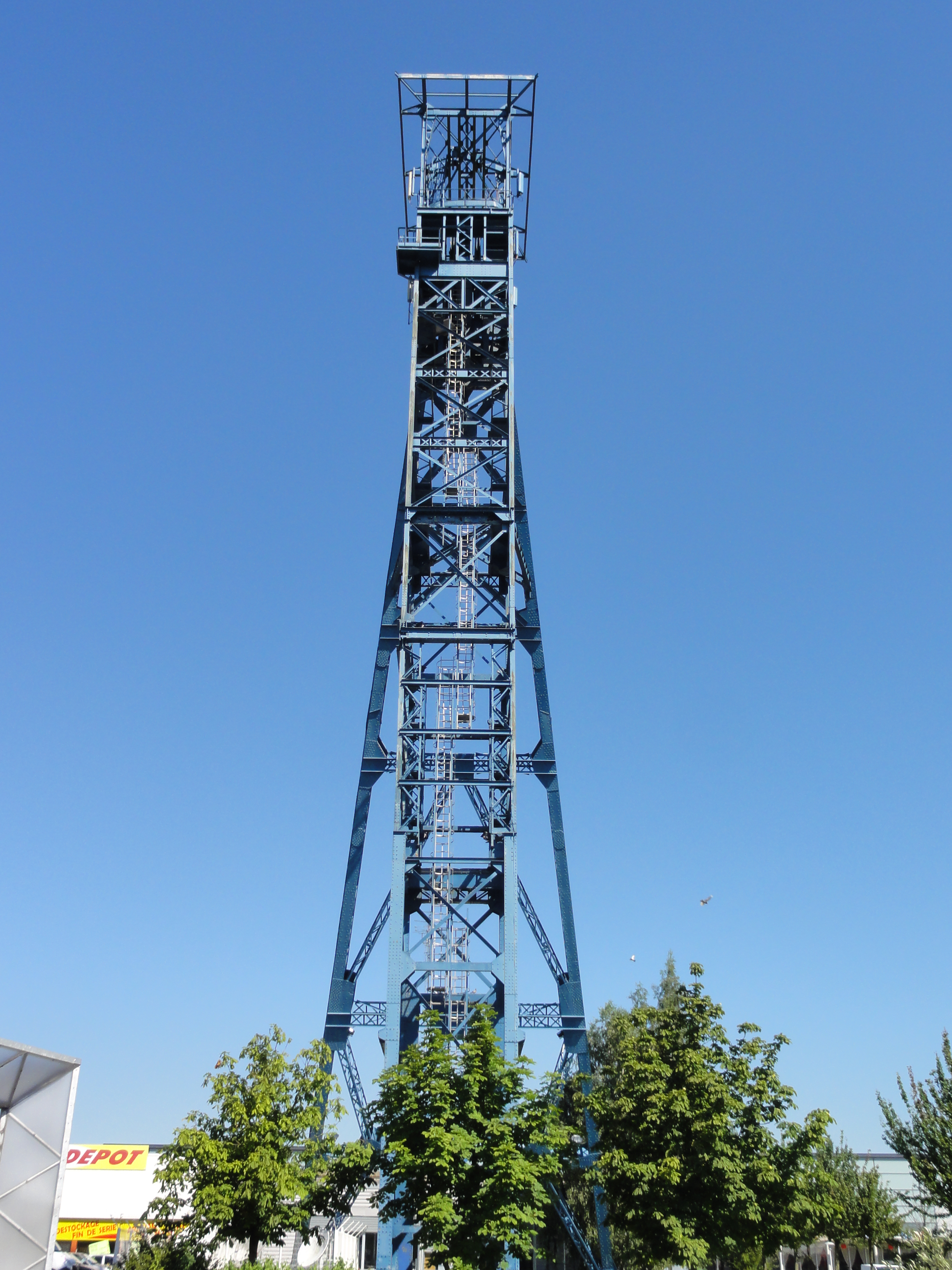
Depuis l'arrière.
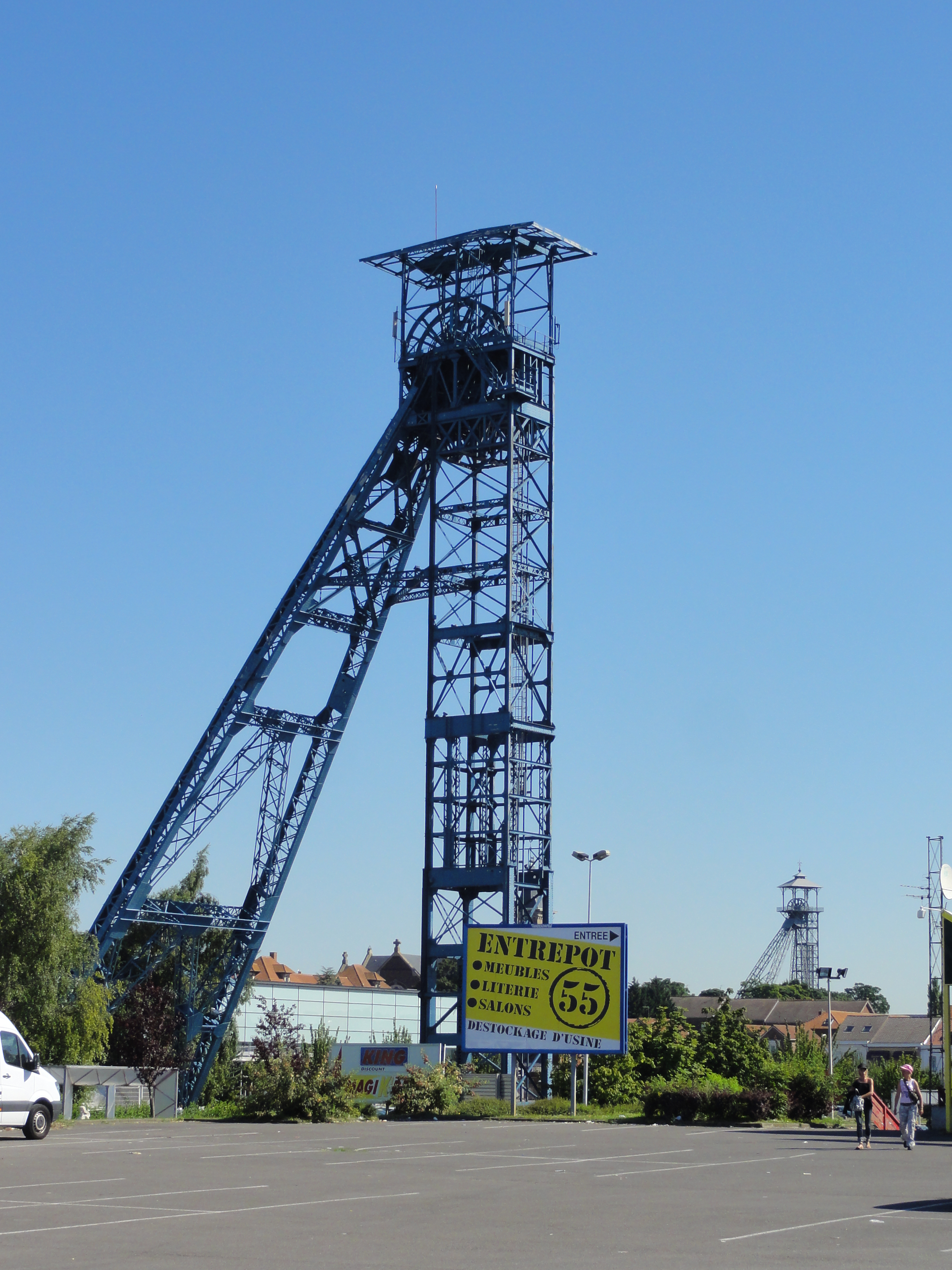
Depuis un parking[note 1].
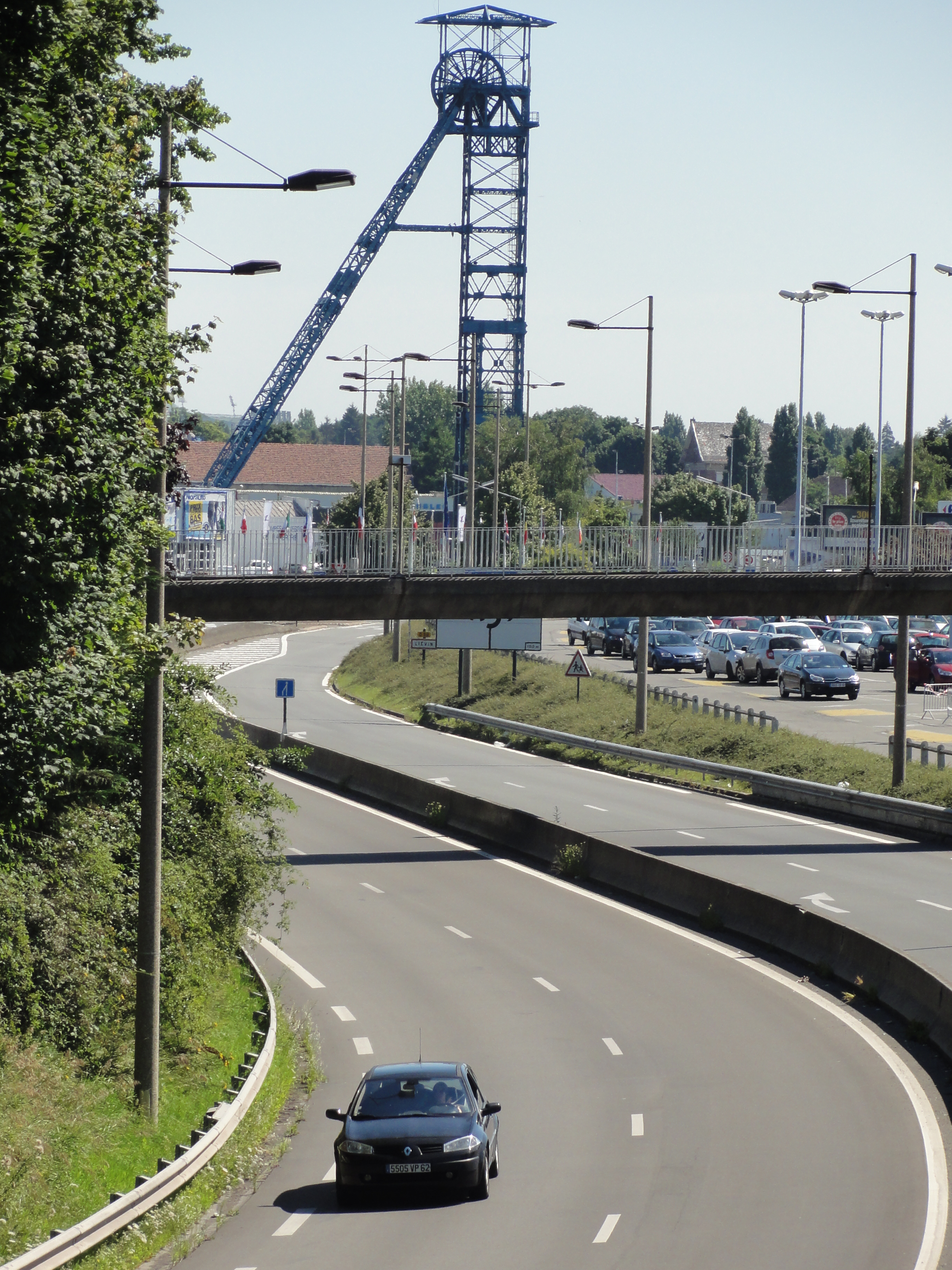
Depuis l'ancienne voie ferrée[note 2].